# Hervarth Frass von Friedenfeldt
Hervarth Frass von Friedenfeldt, né le 26 mai 1913 et mort le 20 septembre 1941, est un escrimeur tchécoslovaque.

## Carrière
Il participe aux Jeux olympiques d'été de 1936 à Berlin ; éliminé au premier tour au tournoi individuel de fleuret,  il est quart-de-finaliste du tournoi individuel de sabre et des tournois par équipes de fleuret et de sabre.
Aux Championnats du monde d'escrime 1938 à Piešťany, il est médaillé de bronze en fleuret par équipes.